# Radko Gudas

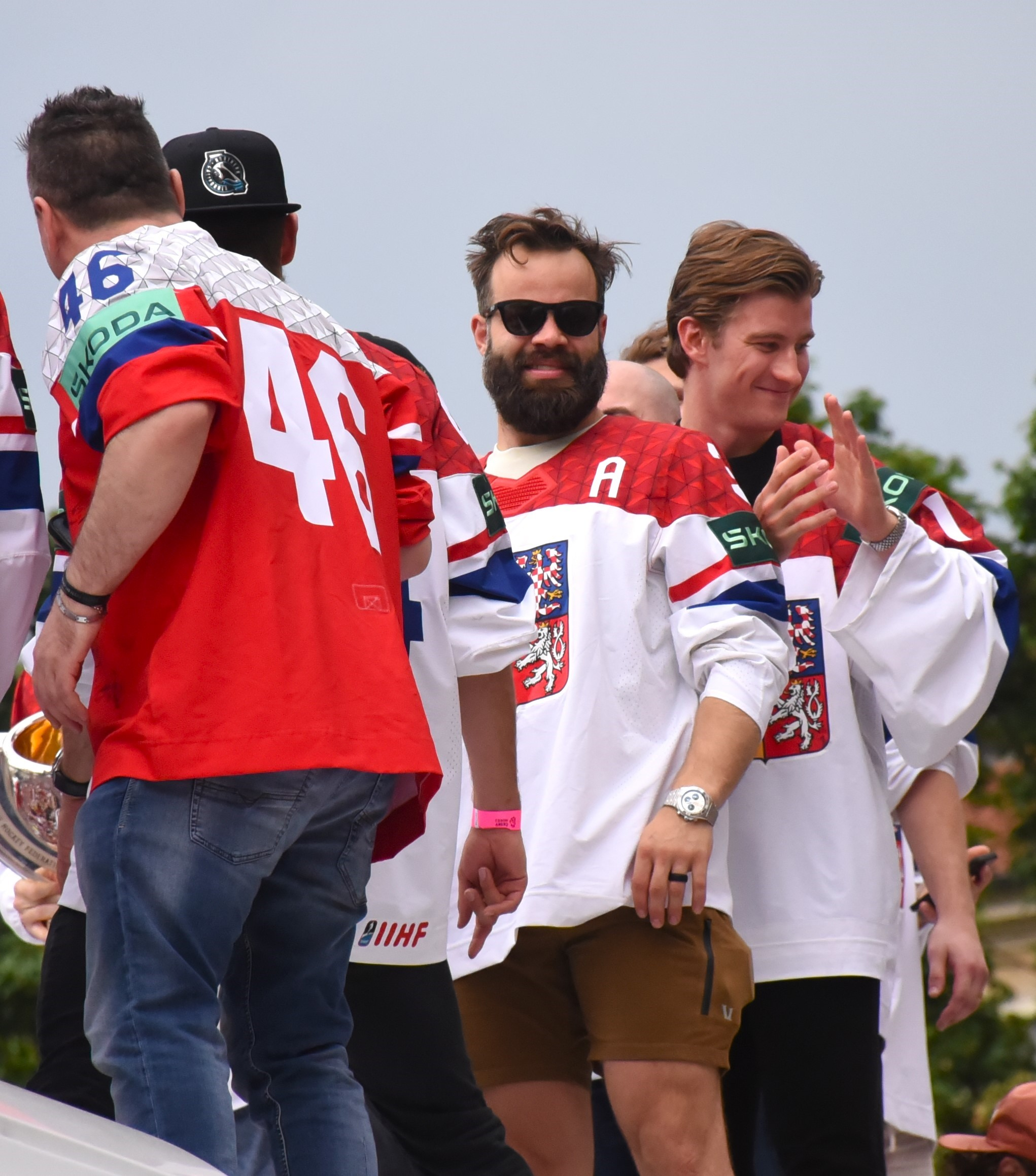
Radko Gudas, oslava titulu z MS 2024, Praha, Staroměstské nám., květen 2024

Radko Gudas (* 5. června 1990 Praha) je český hokejový obránce hrající v týmu Anaheim Ducks v severoamerické NHL, kde vykonává funkci kapitána. Je synem bývalého českého obránce Lea Gudase. S českou hokejovou reprezentací vyhrál Mistrovství světa 2024.

## Herní styl
Radko Gudas je známý pro svůj tvrdý obranný styl, který zdědil po otci a kdy soupeřům zasazuje tvrdé hity, bodyčeky a neváhá jít se soupeřem i do vzájemného souboje.[zdroj⁠?!] V prosinci 2015 mu byl udělen třízápasový distanc, protože v zápase proti Ottawě Senators zasáhl Mika Zibanejada do hlavy. V říjnu 2016 dostal distanc na šest zápasů a srážku z platu 245 tisíc dolarů, neboť v přípravném zápase zranil centra Boston Bruins Austina Czarnika.
Jeho styl mu v NHL vynesl přezdívku „The Butcher“ (Řezník). Český tisk jej označil za „Ničitele“, „Predátora“ nebo „českého Buda Spencera“.

## Individuální úspěchy
- 2010 – Byl jmenován do 2. All-Star týmu WHL (západ).
- 2012/13 – Hrál v AHL All-Star Classic.
- 2012/2013 – Nejlepší v hodnocení +/- v AHL.

## Prvenství
- Debut v NHL – 12. března 2013 (Florida Panthers proti Tampa Bay Lightning)
- První gól v NHL – 20. března 2013 (Toronto Maple Leafs proti Tampa Bay Lightning, kanadskému brankáři James Reimer)
- První asistence v NHL – 29. března 2013 (Tampa Bay Lightning proti New Jersey Devils)

## Klubové statistiky
| Sezóna      | Klub                 | Soutěž      |     | Základní část | Základní část | Základní část | Základní část | Základní část |   | Play off | Play off | Play off | Play off | Play off |
| Sezóna      | Klub                 | Soutěž      | Z   | G             | A             | B             | TM            | Z             | G | A        | B        | TM       |          |          |
| 2004/05     | HC Kladno 18'        | ČHL-18      | 46  | 1             | 5             | 6             | 70            | 7             | 0 | 0        | 0        | 10       |          |          |
| 2005/06     | HC Kladno 18'        | ČHL-18      | 46  | 12            | 14            | 26            | 178           | 5             | 1 | 2        | 3        | 8        |          |          |
| 2006/07     | HC Kladno 18'        | ČHL-18      | 16  | 6             | 7             | 13            | 34            | 7             | 4 | 1        | 5        | 14       |          |          |
| 2006/07     | HC Kladno 20'        | ČHL-20      | 15  | 0             | 1             | 1             | 18            | 1             | 0 | 0        | 0        | 0        |          |          |
| 2006/07     | HC Berounští Medvědi | 1.ČHL       | 9   | 0             | 1             | 1             | 6             | —             | — | —        | —        | —        |          |          |
| 2007/08     | HC Berounští Medvědi | 1.ČHL       | 43  | 1             | 5             | 6             | 90            | —             | — | —        | —        | —        |          |          |
| 2007/08     | HC Geus Okna Kladno  | ČHL         | —   | —             | —             | —             | —             | 1             | 0 | 0        | 0        | 0        |          |          |
| 2008/09     | HC Kladno 20'        | ČHL-20      | 2   | 0             | 1             | 1             | 0             | —             | — | —        | —        | —        |          |          |
| 2008/09     | HC Berounští Medvědi | 1.ČHL       | 32  | 1             | 6             | 7             | 110           | —             | — | —        | —        | —        |          |          |
| 2008/09     | HC Geus Okna Kladno  | ČHL         | 14  | 0             | 1             | 1             | 10            | —             | — | —        | —        | —        |          |          |
| 2009/10     | Everett Silvertips   | WHL         | 65  | 7             | 30            | 37            | 151           | 3             | 0 | 2        | 2        | 4        |          |          |
| 2010/11     | Norfolk Admirals     | AHL         | 76  | 11            | 43            | 54            | 165           | 6             | 0 | 0        | 0        | 7        |          |          |
| 2011/12     | Norfolk Admirals     | AHL         | 73  | 7             | 13            | 20            | 195           | 16            | 0 | 3        | 3        | 14       |          |          |
| 2012/13     | Syracuse Crunch      | AHL         | 57  | 4             | 16            | 20            | 207           | 12            | 2 | 0        | 2        | 34       |          |          |
| 2012/13     | Tampa Bay Lightning  | NHL         | 22  | 2             | 3             | 5             | 38            | —             | — | —        | —        | —        |          |          |
| 2013/14     | Tampa Bay Lightning  | NHL         | 73  | 3             | 19            | 22            | 152           | 3             | 0 | 1        | 1        | 9        |          |          |
| 2014/15     | Tampa Bay Lightning  | NHL         | 31  | 2             | 3             | 5             | 34            | —             | — | —        | —        | —        |          |          |
| 2015/16     | Philadelphia Flyers  | NHL         | 76  | 5             | 9             | 14            | 116           | 6             | 0 | 0        | 0        | 18       |          |          |
| 2016/17     | Philadelphia Flyers  | NHL         | 67  | 6             | 17            | 23            | 93            | —             | — | —        | —        | —        |          |          |
| 2017/18     | Philadelphia Flyers  | NHL         | 70  | 2             | 14            | 16            | 83            | 1             | 0 | 0        | 0        | 0        |          |          |
| 2018/19     | Philadelphia Flyers  | NHL         | 77  | 4             | 16            | 20            | 63            | —             | — | —        | —        | —        |          |          |
| 2019/20     | Washington Capitals  | NHL         | 63  | 2             | 13            | 15            | 40            | 5             | 0 | 2        | 2        | 2        |          |          |
| 2020/21     | Florida Panthers     | NHL         | 54  | 2             | 9             | 11            | 40            | 6             | 1 | 1        | 2        | 4        |          |          |
| 2021/22     | Florida Panthers     | NHL         | 77  | 3             | 13            | 16            | 105           | 10            | 0 | 2        | 2        | 6        |          |          |
| 2022/23     | Florida Panthers     | NHL         | 72  | 2             | 15            | 17            | 79            | 21            | 0 | 3        | 3        | 34       |          |          |
| 2023/24     | Anaheim Ducks        | NHL         | 66  | 6             | 12            | 18            | 128           | —             | — | —        | —        | —        |          |          |
| 2024/25     | Anaheim Ducks        | NHL         | 81  | 1             | 15            | 16            | 86            | —             | — | —        | —        | —        |          |          |
| NHL celkově | NHL celkově          | NHL celkově | 829 | 40            | 158           | 198           | 1057          | 57            | 1 | 9        | 10       | 82       |          |          |

## Reprezentace
| Rok                       | Tým                       | Soutěž                    | Z  | G | A | B  | TM |
| ------------------------- | ------------------------- | ------------------------- | -- | - | - | -- | -- |
| 2008                      | Česko 18                  | MS-18 D1                  | 5  | 1 | 1 | 2  | 12 |
| 2009                      | Česko 20                  | MSJ                       | 6  | 2 | 1 | 3  | 8  |
| 2010                      | Česko 20                  | MSJ                       | 6  | 0 | 2 | 2  | 14 |
| 2014                      | Česko                     | ZOH                       | 3  | 0 | 0 | 0  | 4  |
| 2017                      | Česko                     | MS                        | 8  | 2 | 1 | 3  | 6  |
| 2018                      | Česko                     | MS                        | 8  | 0 | 2 | 2  | 4  |
| 2019                      | Česko                     | MS                        | 10 | 1 | 3 | 4  | 8  |
| 2024                      | Česko                     | MS                        | 10 | 0 | 1 | 1  | 16 |
| Juniorská kariéra celkově | Juniorská kariéra celkově | Juniorská kariéra celkově | 17 | 3 | 4 | 7  | 34 |
| Seniorská kariéra celkově | Seniorská kariéra celkově | Seniorská kariéra celkově | 39 | 3 | 7 | 10 | 38 |